# Lasius uzbeki
Lasius uzbeki (лат.) — вид муравьёв рода Lasius из подсемейства Formicinae (семейства Formicidae). Название дано по имени типовой местности (Узбекистан).

## Распространение
Встречаются в Средней Азии, в Узбекистане, Киргизии и Казахстане. Известен пока только в регионе Западного Тянь-Шаня между 70,0° и 73,4° в. д., 39,7° и 42,4° с. ш. на высотах 1400—2400 м.

## Описание
Мелкие муравьи (длина рабочих менее 5 мм). Окраска тела желтовато-коричневая. Глаз очень большой, даже больше, чем у видов, родственных L. emarginatus. Щетинки на тыльной стороне скапуса и задней голени тонкие, их часто трудно отличить от полуотстоящего опушения, что вызывает большие различия в количестве щетинок. Опушение на наличнике незначительное, разреженное, но на постокулярных сторонах головы и лба гораздо более плотное, чем у L. schulzi. Щетинки на нижней стороне головы очень длинные и многочисленные; щетинки переднеспинки длинные. Окраска полиморфная; светлая морфа, представленная типовым образцом, имеет светлую желтоватую мезосому с коричневатым оттенком, бледно-желтовато-коричневую голову и немного более темное брюшко; тёмная морфа, представленная в большинстве образцов, обычно показывает грязно-коричневую мезосому с желтоватым компонентом, тёмно-коричневую голову и черновато-коричневое брюшко. Биология малоисследована. Гнёзда находили под камнями в открытых травянистых местообитаниях с кустарниками или на аллювиальных местообитаниях с деревьями или кустарниками. Усики самок и рабочих 12-члениковые, у самцов состоят из 13 сегментов. Жвалы трёхугольные примерно с 8 зубчиками на жевательном крае. Нижнечелюстные щупики состоят из 6 члеников, а нижнегубные — из 4. Стебелёк между грудью и брюшком одночлениковый (петиоль) с вертикальной чешуйкой. Вид был впервые описан в 1992 году немецким мирмекологом Б. Зейфертом (Bernhard Seifert; Зенкенбергский музей, Германия). Сочетание признаков очень больших глаз, относительно короткого конечного сегмента максиллярных щупиков и длинных гулярных щетинок не встречается у других палеарктических видов рода Lasius. Включён в номинативный подрод Lasius s.str., но групповая принадлежность не определена и он находится там в статусе incertae sedis.